# 会田川
会田川（あいだがわ）は、長野県を流れる信濃川水系の一級河川。

## 地理
松本市と東筑摩郡筑北村の境目にある地蔵峠から西流し、保福寺峠から西流する保福寺川と松本市会田で合流し、小盆地を形成する。会田から下流は生坂山地の頁岩層を侵食して深い渓谷を形成し、安曇野市明科中川手で犀川に合流する。
本流や保福寺川筋は奈良時代から古代東山道とその支道として利用された。